# SPファルコンズFC
SPファルコンズFC (SP Falcons Football Club) は、モンゴルの首都ウランバートルをホームとするサッカークラブである。モンゴル・ナショナルプレミアリーグ所属。

## 概要
クラブ名のSPはオーナーであるモンゴルの印刷会社セレンゲ・プレス (Selenge Press) の略称である。2000年にFCセレンゲ・プレスとして設立され、2019年からSPファルコンズに改名した。

## 歴代所属選手
- ムルン・アルタンホヤグ 2006-2008
- 遠藤幹人 2018-2019, 2021-
- 柳舘知 2019
- 西尾龍也 2019-
- ツェンドアユシュ・フレルバートル（英語版） 2020-
- 松本柊平 2020
- 宮林拓矢 2020-
- 菱田拓 2021-
- 豊田伶 2022-